# Bernhard Schulze
Bernhard Schulze (n. 20 mai 1938, Recklinghausen, Germania) este un canoist ce a reprezentat Germania, medaliat olimpic. A participat la 2 ediții ale Jocurilor Olimpice (1964, 1968) în care a câștigat o medalie de argint.